# Ауди Q2
„Ауди Q2“ (Audi Q2) е модел малки кросоувър автомобили (сегмент J) на германската компания „Ауди“, произвеждан от 2016 година.
Моделът разширява гамата на „Ауди“, добавяйки по-компактен SUV от „Ауди Q3“, като е базиран на платформата на „Фолксваген Груп“ „MQB“ и има сходни размери с „Фолксваген Т-Рок“. Произвежда се в завода на „Фолксваген Груп“ в Инголщат.
От 2018 година се произвежда вариант на модела с подобрено поведение, продаван под името „Ауди SQ2“.